# Halima Al Sufyaniyah
Halima Al Sufyaniyah, död efter 1715, var en av hustrurna till sultan Ismail av Marocko (r. 1672-1727). 
Hon var dotter till shejken Ali bin Hussein al-Sufiyani ur Sufiyani-stammen. Hon blev förmögen vid sin fars död. Hon gifte sig med sultanen omkring år 1707, och kallades efter giftermålet prinsessan Lalla Halima. Hon blev mor till prins Moulay Zeydan. 
Thomas Pellow beskrev henne år 1715 som sultanens favorithustru och som ovanligt snäll.  Hon hade ett visst inflytande, och det nämns att hon översåg utbetalningen av arméns löner, gåveprotokoll och skoldonationer. 